# 영연방 전쟁 묘지 위원회
영연방 전쟁 묘지 위원회(Commonwealth War Graves Commission, CWGC) 또는 연합군인묘지위원회는 제1차 세계 대전과 제2차 세계 대전 중 사망한 영연방 군 복무자의 묘지와 추모 장소를 표시하고 기록하며 유지하는 주요 기능을 수행하는 6개의 독립적인 회원국으로 구성된 정부간 기구이다. 이 위원회는 제2차 세계 대전 중 적의 행동으로 사망한 영연방 민간인들을 추모하는 책임도 맡고 있다. 이 위원회는 패비안 웨어 경에 의해 설립되었으며 1917년 제국 전쟁 묘지 위원회로 왕실 헌장을 통해 구성되었다. 현재의 이름으로 변경된 것은 1960년이다.
위원회는 임무의 일부로 모든 영연방 전쟁 사망자를 개별적이고 평등하게 추모하는 책임을 맡고 있다. 이를 위해 전쟁 사망자는 확인된 매장 장소의 비석이나 기념비에 이름이 새겨져 추모된다. 전쟁 사망자는 군사 또는 민간 계급, 인종 또는 신념에 관계없이 균일하고 평등하게 추모된다.
위원회는 현재 153개국에 있는 170만 명의 영연방 사망 군 복무자를 계속 추모하는 책임을 맡고 있다. 위원회는 설립 이후 약 2,500개의 전쟁 묘지와 수많은 기념비를 건설했다. 위원회는 현재 전 세계 23,000개 이상의 개별 매장 장소에서 전쟁 사망자들을 돌보고 200개 이상의 기념비를 유지하는 책임을 맡고 있다. 영연방 군 복무자를 추모하는 것 외에도 위원회는 해당 정부와의 협정에 따라 40,000개 이상의 비영연방 전쟁 묘지와 25,000개 이상의 비전쟁 군인 및 민간인 묘지를 유지 관리한다. 위원회는 회원국인 영국, 캐나다, 호주, 뉴질랜드, 인도, 남아프리카 공화국의 지속적인 재정 지원을 통해 운영된다. 영연방 전쟁 묘지 위원회의 현재이자 최초의 후원자는 찰스 3세 국왕이다. 영연방 전쟁 묘지 위원회의 현 회장은 앤 공주이다.

## 역사

### 제1차 세계 대전

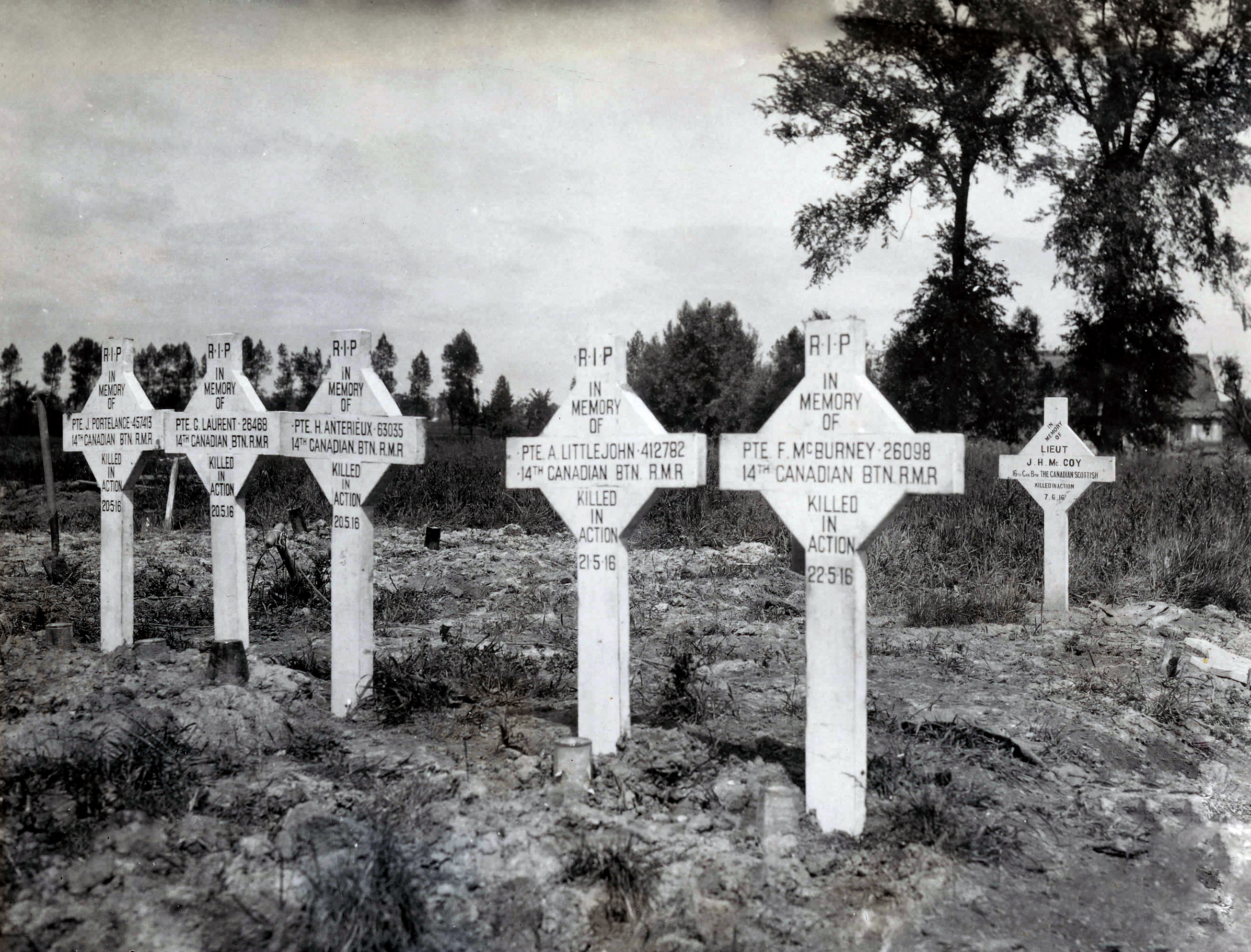
이퍼르 근처 캐나다 전쟁 묘지. 십자가는 1916년 5월 며칠 동안 사망한 캐나다 제14대대 병사들의 묘지를 나타낸다.

1914년 제1차 세계 대전 발발 당시 패비안 웨어는 리오 틴토 컴퍼니의 이사였으며 45세의 나이로 영국 육군에 입대하기에는 너무 늙었다는 것을 알게 되었다. 그는 리오 틴토 회장인 밀너 자작의 영향력을 이용하여 영국 적십자사의 이동 부대 지휘관이 되었다. 그는 1914년 9월 프랑스에 도착하여 사망한 사람들의 묘지 위치를 공식적으로 문서화하거나 표시하는 메커니즘이 부족하다는 사실에 충격을 받고 이 목적을 위해 적십자사 내에 조직을 만들어야 한다고 느꼈다. 1915년 3월, 네빌 매크레디, 영국 해외 파견군의 부관의 지원을 받아 웨어의 작업은 제국 전쟁부의 공식적인 인정과 지원을 받았고 이 부대는 영국 육군으로 이관되어 묘지 등록 위원회가 되었다. 새로운 묘지 등록 위원회는 1915년 10월까지 31,000개 이상의 영국 및 제국 군인의 묘지를 등록했으며 1916년 5월까지 50,000개를 등록했다.
시립 묘지가 넘치기 시작하자 웨어는 다양한 지방 당국과 협상하여 추가 묘지를 위한 토지를 확보했다. 웨어는 프랑스와 협약을 맺어 프랑스 정부가 유지 관리하는 조건으로 영국과 프랑스 공동 묘지를 건설하기로 합의했다. 웨어는 결국 유지 관리 책임을 프랑스 정부에만 맡기는 것이 현명하지 않다고 결론 내리고 프랑스가 토지를 구입하고(1915년 12월 29일 법에 따라), 영구적으로 부여하고 관리 및 유지 관리 책임은 영국에 맡기도록 협정했다. 프랑스 정부는 묘지가 특정 치수를 준수하고, 공공 도로로 접근 가능하며 응급 의료소 근처에 있고 마을이나 도시에서 너무 가깝지 않다는 조건으로 동의했다. 벨기에 정부와도 유사한 협상이 시작되었다.
묘지 등록 작업에 대한 보고서가 공개되자 위원회는 사망한 병사의 친척들로부터 문의 편지와 묘지 사진 요청을 받기 시작했다. 1917년까지 17,000장의 사진이 친척들에게 발송되었다. 1915년 3월, 위원회는 적십자사의 지원을 받아 요청에 대한 응답으로 사진 인쇄물과 묘지 위치 정보를 발송하기 시작했다. 묘지 등록 위원회는 1916년 봄에 묘지 등록을 넘어 작업 범위가 확장되고 사망자의 친척들로부터 문의에 응답하기 시작했다는 사실을 인정하여 묘지 등록 및 문의 사무국으로 명칭이 변경되었다. 사무국의 작업은 서부 전선을 넘어 다른 전장으로도 확대되어 그리스, 이집트, 메소포타미아에 부대가 배치되었다.

### 공식 설립

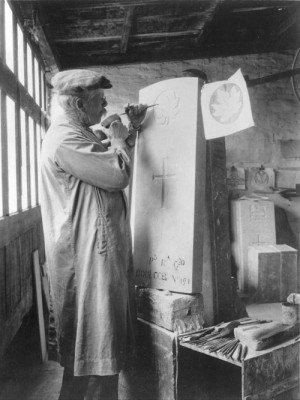
비석을 손으로 조각하는 데 일주일이 걸렸다

전쟁이 계속되자 웨어와 다른 사람들은 전후 기간의 묘지 운명에 대해 우려하게 되었다. 영국 육군의 제안에 따라 정부는 1916년 1월 병사 묘지 관리 전국 위원회를 임명했고, 웨일스 공 에드워드는 회장을 맡기로 동의했다. 병사 묘지 관리 전국 위원회는 전후 묘지 등록 및 문의 사무국의 업무를 인수할 목적으로 설립되었다. 정부는 기존 정부 부서보다 특별히 임명된 기관에 이 업무를 맡기는 것이 더 적절하다고 느꼈다. 1917년 초까지 위원회의 여러 구성원은 묘지를 돌보기 위해 공식적인 제국 기관이 필요하다고 믿었다. 웨일스 공 에드워드의 도움으로 웨어는 1917년 제국 전쟁 회의에 제국 기관을 구성할 것을 제안하는 각서를 제출했다. 제안은 받아들여졌고 1917년 5월 21일 왕실 헌장에 의해 제국 전쟁 묘지 위원회가 설립되었으며, 웨일스 공이 회장을, 육군 장관 더비 경이 의장을, 웨어가 부회장을 맡았다. 위원회의 업무는 제1차 세계 대전이 끝날 무렵 본격적으로 시작되었다. 묘지와 기념비를 위한 토지가 확보되자 사망자의 세부 정보를 기록하는 엄청난 작업이 시작될 수 있었다. 1918년까지 약 587,000개의 묘지가 확인되었고 559,000명의 추가 사망자가 알려지지 않은 묘지로 등록되었다.
전쟁의 규모와 그에 따른 높은 사망자 수는 전쟁 사망자 추모에 대한 완전히 새로운 태도를 낳았다. 제1차 세계 대전 이전에는 전쟁 사망자 개인에 대한 추모가 임시방편으로 이루어졌으며 거의 예외 없이 장교로 제한되었다. 그러나 전쟁은 자원 또는 징병을 통해 인구의 상당 부분을 동원해야 했다. 결과적으로 하급 군인이라 할지라도 개별 병사들이 추모될 것이라는 기대가 생겼다. 프레더릭 케년, 대영 박물관 관장의 지휘 아래 위원회는 1918년 11월에 묘지 개발에 대한 비전을 담은 보고서를 위원회에 제출했다. 이 보고서의 두 가지 핵심 요소는 시신을 송환해서는 안 되며, 계급 구분을 피하기 위해 통일된 기념비를 사용해야 한다는 것이었다. 너무 많은 시신을 본국으로 송환하는 것은 물류 악몽일 뿐만 아니라, 송환은 군인들 사이에서 발전한 형제애와 상충될 것이라고 느껴졌다.

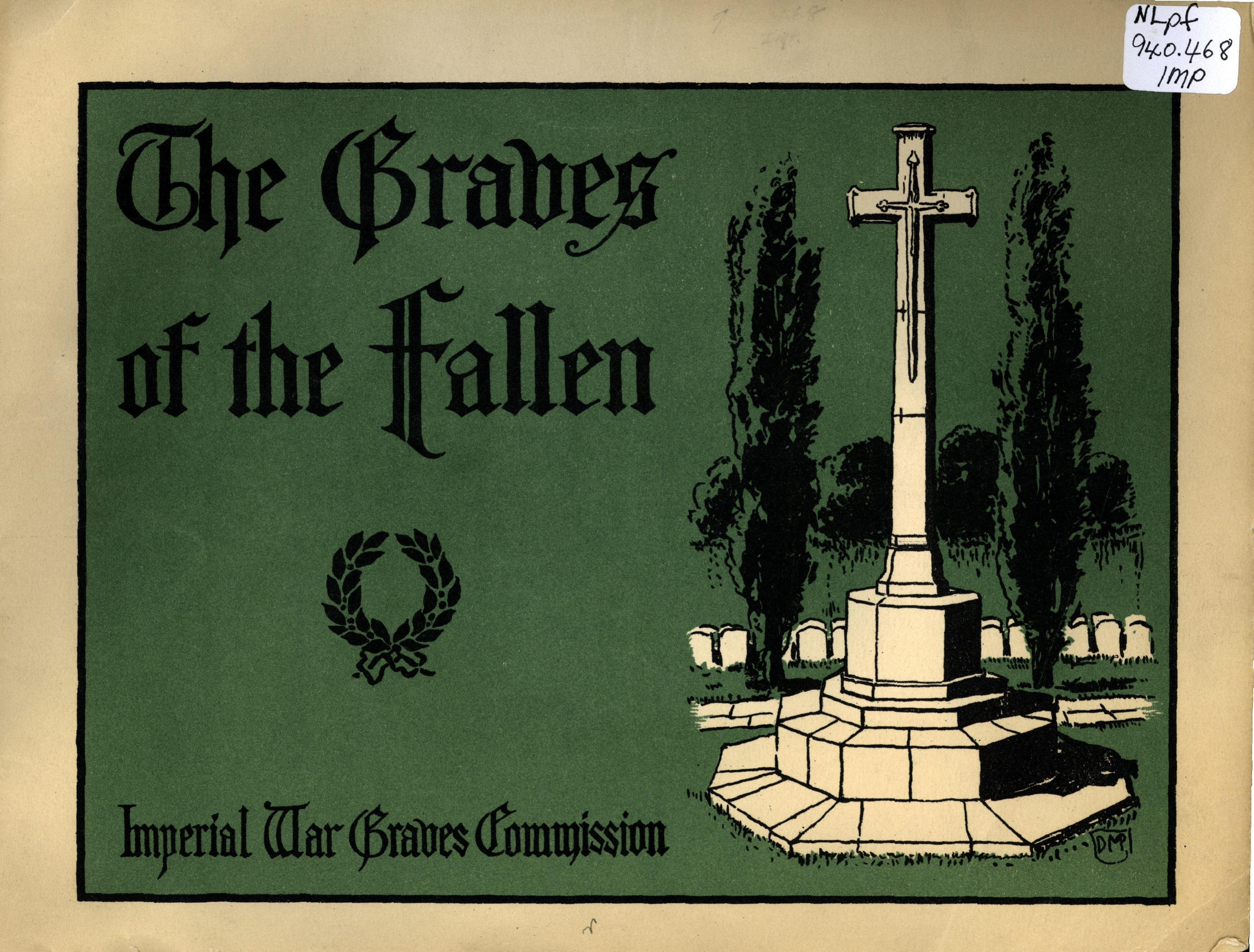
"Graves of the Fallen" 표지

1919년 2월 17일자 타임스에 실린 러디어드 키플링의 기사는 위원회의 제안을 더 많은 대중에게 전달하고 묘지가 어떻게 보일지에 대해 설명했다. "War Graves: Work of Imperial Commission: Mr. Kipling's Survey"라는 제목의 기사는 삽화가 포함된 소책자인 "Graves of the Fallen"으로 빠르게 재출판되었다. 삽화가 포함된 소책자는 발표된 전장 사진에서 묘사된 황량한 풍경과 대조적으로 성숙한 나무와 관목이 있는 묘지 삽화를 포함하고 있어 케년의 보고서의 영향을 완화하기 위한 것이었다. 보고서 발표 직후 시신 송환 거부 결정에 대한 즉각적인 대중의 반발이 있었다. 이 보고서들은 언론에서 상당한 논의를 불러일으켰고 결국 1920년 5월 4일 의회에서 열띤 토론으로 이어졌다. 제임스 렘넌트 경이 토론을 시작했고, 윌리엄 버뎃-쿠츠가 위원회의 원칙을 찬성하고 로버트 세실이 송환을 원하고 묘비석의 통일성을 반대하는 사람들을 대표하여 연설했다. 윈스턴 처칠이 토론을 마무리하고 이 문제를 표결에 부치지 말아달라고 요청했다. 렘넌트는 자신의 동의를 철회했고, 위원회는 그 원칙에 대한 지원을 확신하며 업무를 수행할 수 있었다. 1920년 미국 공법 66-175는 영연방 국가에 복무 중 사망한 미국 시민이 미국 국립 묘지에 매장될 자격이 있음을 보장했다 그러나 위원회는 미국 시민에 대한 송환 정책 예외를 두지 않았으며 영연방 묘지에서 사랑하는 사람들을 찾으려는 시도는 미국 묘지 등록 서비스의 지원을 받지 못했다.

### 최초의 묘지와 실종자 기념비
1918년, 당시 가장 저명한 건축가 세 명인 허버트 베이커 경, 레지널드 블롬필드 경, 에드윈 럿옌스 경이 위원회의 초대 수석 건축가로 임명되었다. 러디어드 키플링은 기념비 명문 문구에 사용될 언어에 대한 문학 고문으로 임명되었다.

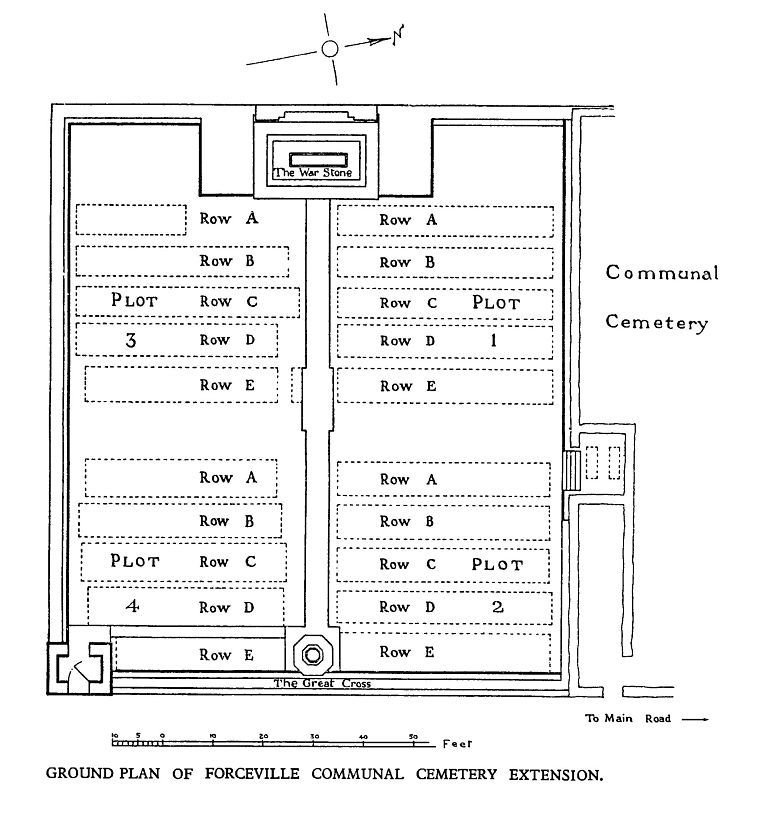
포르스빌 공동묘지 및 부속지 부지 계획

1920년, 위원회는 케년 보고서에 제시된 원칙에 따라 르 트르포르, 포르스빌, 루벵쿠르에 세 개의 실험 묘지를 건설했다. 이 중 포르스빌 공동묘지 및 부속지가 가장 성공적인 것으로 합의되었다. 정원 디자이너 거트루드 제킬과 협의한 후, 건축가들은 블롬필드의 희생의 십자가와 럿옌스의 기념비를 더하여 통일된 묘비석이 있는 정원 환경의 담으로 둘러싸인 묘지를 만들었다. 일부 조정을 거쳐 포르스빌은 위원회의 건설 프로그램의 템플릿이 되었다. 세 실험 묘지 모두에서 발생한 비용 초과로 인해 일부 조정이 필요했다. 미래의 묘지가 예산 내에서 유지되도록 위원회는 200개 미만의 묘지를 포함하는 묘지에는 보호소를 건설하지 않고, 400개 미만의 묘지를 포함하는 묘지에는 기념비를 두지 않으며, 묘지 벽의 높이를 1 미터 (3.3 ft)로 제한하기로 결정했다.
1919년 말, 위원회는 7,500파운드를 지출했고, 묘지 및 기념비 건설이 증가하면서 1920년에는 250,000파운드로 증가했다. 1921년까지 위원회는 1,000개의 묘지를 건설했으며, 이 묘지는 비석 설치 및 매장을 위한 준비가 되었다. 1920년에서 1923년 사이에 위원회는 매주 4,000개의 비석을 프랑스로 선적했다. 많은 경우, 위원회는 작은 묘지를 폐쇄하고 묘지를 더 큰 묘지로 집중시켰다. 1927년까지 대부분의 건설이 완료되었을 때, 500개 이상의 묘지가 건설되었으며, 400,000개의 비석, 천 개의 희생의 십자가, 400개의 기념비가 세워졌다.

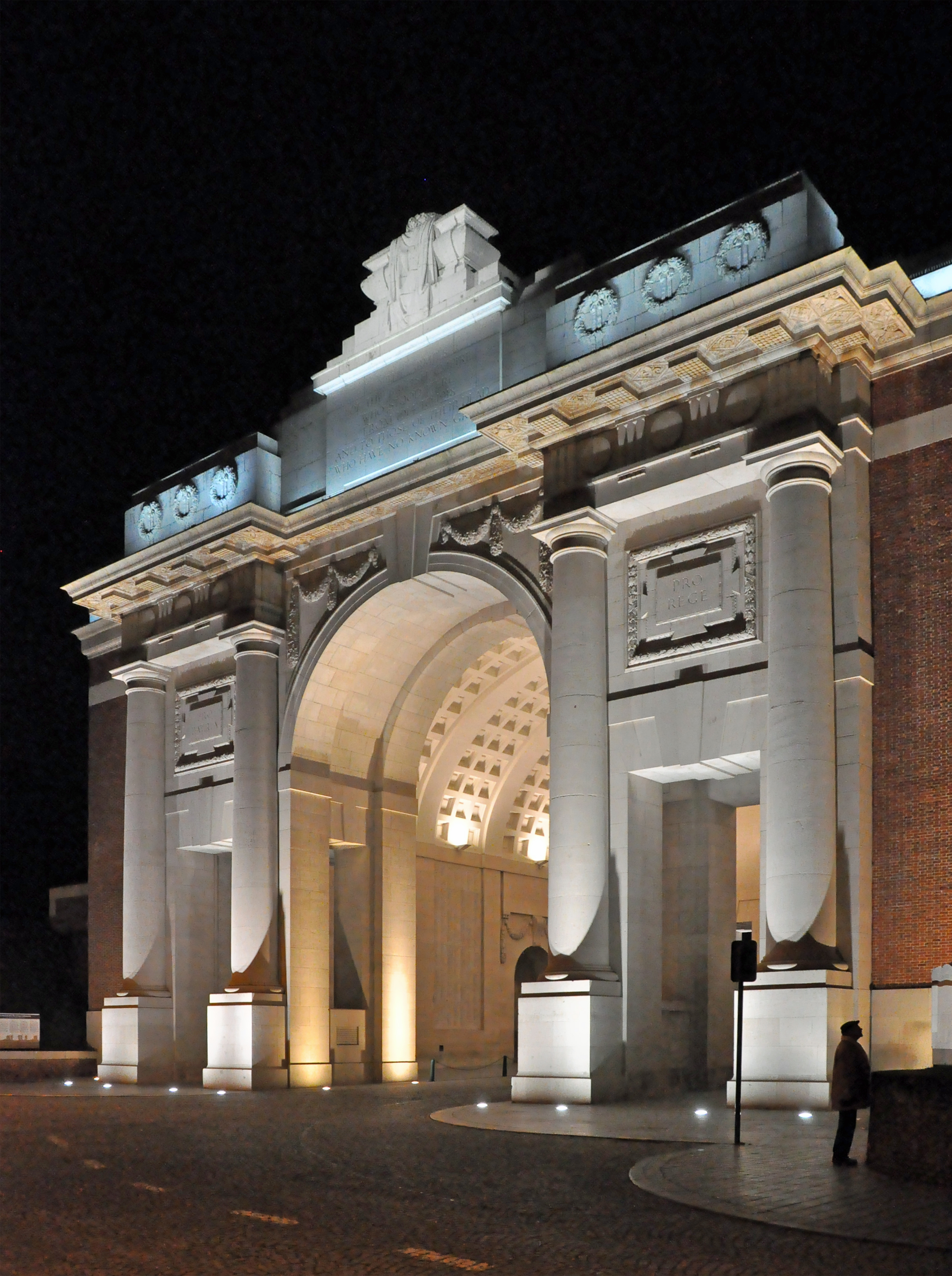
밤의 메닌 문

위원회는 프랑스와 벨기에에서만 315,000명에 달하는 알려지지 않은 묘지가 없는 각 병사를 개별적으로 추모해야 하는 의무도 맡았다. 위원회는 처음에 실종자를 추모하기 위해 12개의 기념비를 세우기로 결정했는데, 각 기념비는 서부 전선을 따라 중요한 전투가 벌어진 곳에 위치했다. 프랑스 영토에 기념비 승인을 담당하는 프랑스 위원회의 반발 후, 위원회는 계획을 수정하고 기념비 수를 줄였으며, 일부 경우에는 별도의 구조물 대신 기존 묘지에 실종자 기념비를 세웠다.
레지널드 블롬필드의 메닌 문은 유럽에서 가장 먼저 완공된 실종자 기념비였으며, 1927년 7월 24일에 공개되었다. 메닌 문(Menenpoort)은 원래 계획대로 모든 이름을 담기에 공간이 부족한 것으로 밝혀져 34,984명의 실종자 이름이 대신 허버트 베이커의 타인 코트 실종자 기념비에 새겨졌다. 다른 기념비들도 뒤따랐는데, 갈리폴리의 헬레스 기념비는 존 제임스 버넷이 설계했고, 솜의 티에프발 기념비와 아라스 기념비는 에드윈 럿옌스가 설계했고, 이라크의 바스라 기념비는 에드워드 프리올로 워렌이 설계했다. 자치령과 인도도 실종자들을 추모하는 기념비를 세웠는데, 인도의 군대를 위한 뇌브-샤펠 기념비, 캐나다의 비미 기념비, 호주의 빌레르-브레토뇌 기념비, 남아프리카 공화국의 델빌 우드 기념비, 뉴펀들랜드의 보몽-하멜 기념비가 있다. 1932년 티에프발 기념비의 개막으로 제1차 세계 대전 사망자 추모 프로그램은 본질적으로 완료된 것으로 여겨졌지만, 비미 기념비는 1936년까지 완공되지 않았고, 빌레르-브레토뇌 기념비는 1938년까지 완공되지 않았으며, 1940년 독일이 벨기에를 침공했을 때 석공들은 여전히 메닌 문에서 작업을 하고 있었다. 위원회가 만든 기념비 중 기념비나 묘지 형태가 아닌 유일한 기념비는 이집트 기자의 기념 안과 실험실이었다. 도서관, 세균학 및 병리학 부서가 완비된 이 기념비는 이집트 노동군과 낙타 수송단의 병사들을 추모하기 위한 것이었다. 현지 정치적 압력에 따라 그 설치가 합의되었다.

### 제2차 세계 대전

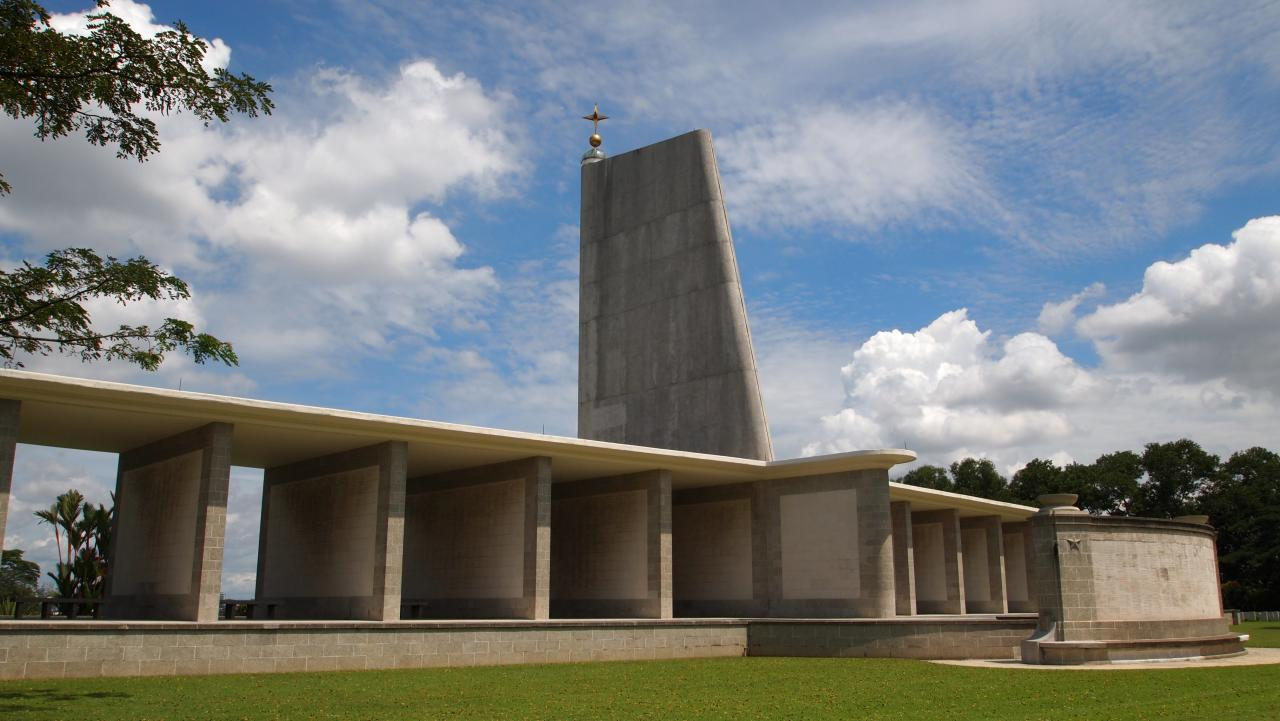
싱가포르에 있는 제2차 세계 대전 기념비인 크랜지 전쟁기념관로, 24,306명의 사망자를 추모한다.

1939년 제2차 세계 대전 발발 직후 위원회는 묘지 등록 부대를 조직하고 제1차 세계 대전에서 얻은 경험을 바탕으로 묘지로 사용될 토지를 미리 지정했다.
1949년, 위원회는 559개의 새로운 묘지와 36개의 새로운 기념비 중 첫 번째인 디에프 캐나다 전쟁 묘지를 완공했다. 결국, 위원회는 350,000개 이상의 새로운 비석을 세웠는데, 그 중 상당수는 호프턴 우드 석재로 제작되었다. 제2차 세계 대전의 확대된 규모와 인력 부족, 일부 국가의 불안정으로 인해 건설 및 복구 프로그램이 훨씬 더 오래 걸렸다. 알바니아에서는 CWGC 피렌체 기지의 매킨토시 소령이 새로운 정권에 의해 추방되기 전, 영국 SOE 요원 54명 중 52명의 묘지가 티라나에 재매장되었다. 원래 묘지의 4분의 3은 "어렵거나" 외딴 지역에 있었다. 전쟁 후, 위원회는 1950년까지 방치 상태를 해결하는 5년 간의 원예 복구 프로그램을 시행했다. 구조 수리 및 전쟁 이전부터 누적된 유지 보수 작업은 완료하는 데 10년이 더 걸렸다.
제1차 세계 대전에 비해 민간인 사망자가 증가하자 윈스턴 처칠은 위원회가 영연방 민간인 전쟁 사망 기록도 유지해야 한다는 웨어의 제안에 동의했다. 제국 전쟁 묘지 위원회 헌장에 1941년 2월 7일 추가 장이 추가되어 제2차 세계 대전 중 적의 행동으로 사망한 민간인의 이름을 수집하고 기록할 수 있는 권한을 부여받았으며, 이는 민간인 전쟁 사망자 명예의 전당 생성을 가져왔다. 이 명단은 결국 약 67,000명의 민간인의 이름을 포함하게 되었다. 위원회와 웨스트민스터 대성당의 주임사제는 명단이 완성되고 적대 행위가 종료될 때까지 명단이 결국 웨스트민스터 사원에 보관될 것이라는 합의에 도달했다. 위원회는 1956년 2월 21일 웨스트민스터 주임사제에게 첫 6권을 넘겨주었고, 1958년 진열장에 마지막 권을 추가했다.

### 제2차 세계 대전 이후

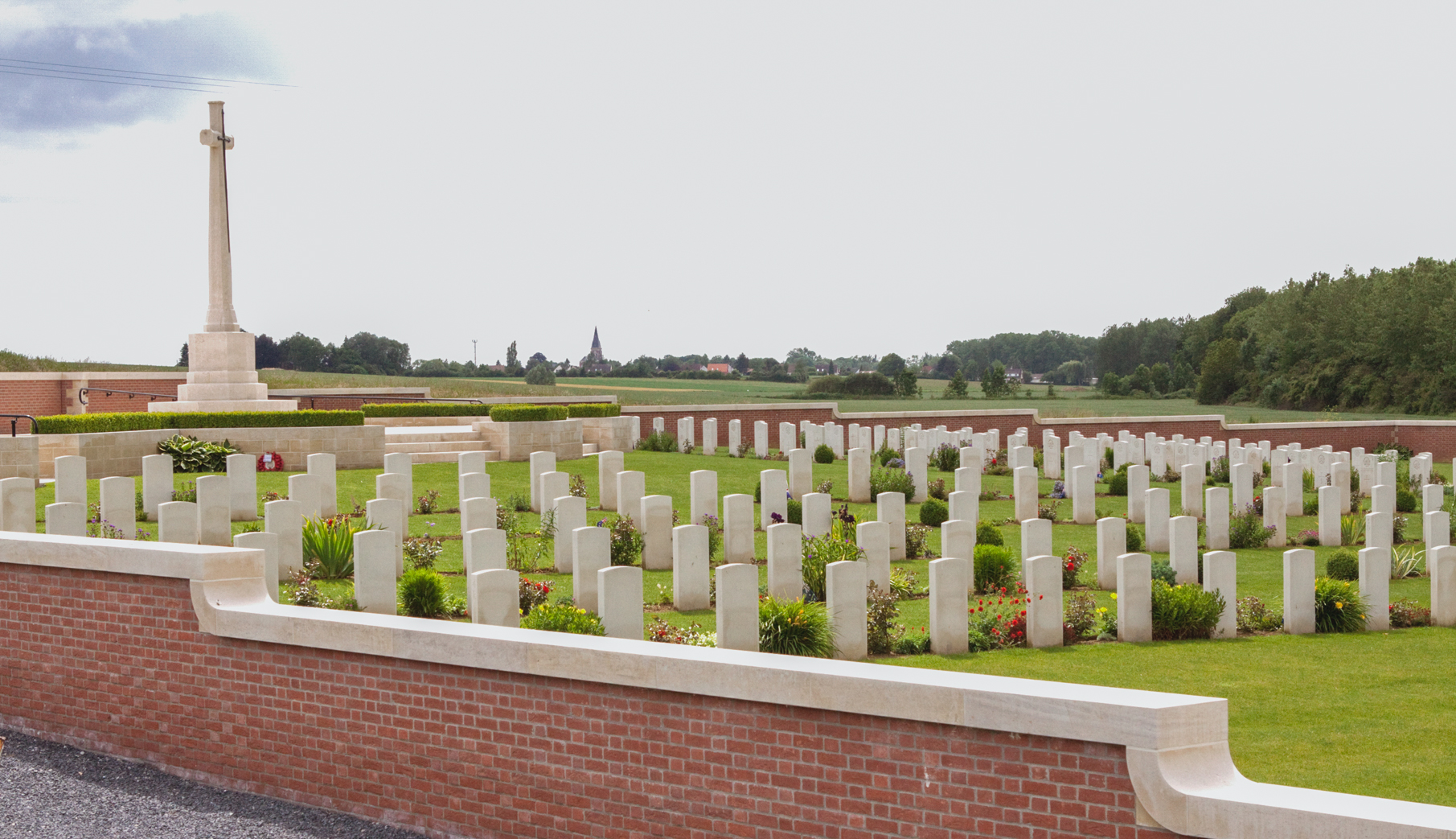
가장 최근에 헌정된 묘지인 프로멜(꿩나무) 군사 묘지.

제2차 세계 대전 이후 위원회는 이름에 '제국'이라는 단어가 더 이상 적절하지 않다는 것을 인정했다. 국가 및 지역 감정을 강화하는 정신으로 조직은 1960년에 영연방 전쟁 묘지 위원회로 명칭을 변경했다.
최근의 분쟁으로 인해 위원회가 특정 지역의 묘지를 돌볼 수 없거나 심지어 유적이 파괴되는 경우가 발생하기도 했다. 독일의 체렌스도르프 인도 묘지는 제2차 세계 대전 종전 후 러시아군 점령 지역에 위치하여 독일 통일 때까지 방치되었으며 2005년이 되어서야 완전히 복원되었다. 제3차 중동 전쟁과 소모전으로 인해 포트 테브피크 기념비와 아덴 기념비가 파괴되었고 수에즈 전쟁 묘지에서 위원회 정원사가 사망했다. 레바논 내전 동안 베이루트의 묘지 두 곳이 파괴되어 재건해야 했다. 이라크의 전쟁 묘지 및 기념비 유지 관리는 1980년대 이란-이라크 전쟁 이후 계속 어려웠으며, 걸프 전쟁 이후 정기적인 유지 관리가 사실상 불가능해졌다.
위원회는 전통적인 임무 외의 전쟁 묘지에 대해서도 지원을 제공한다. 1982년 영국 국방부는 포클랜드 전쟁 중 전사한 사람들을 위한 포클랜드 제도의 묘지 설계 및 건설에 위원회의 지원을 요청했다. 이러한 묘지들은 영연방 전쟁 묘지 위원회 묘지는 아니지만, 위원회는 행정적 책임을 관리한다. 2005년부터 위원회는 영국 국방부를 대신하여 제2차 보어 전쟁 중 사망한 영국 및 제국 병사들의 묘지 및 묘석에 대한 유사한 관리 의무를 수행하고 있다. 2003년, 재향군인 캐나다는 위원회에 캐나다 재향군인 장관이 책임지는 묘석을 찾기 위한 접근 방식을 개발하도록 의뢰했다. 2011년 현재 위원회는 캐나다 정부의 비용으로 설치된 캐나다 재향군인 묘석에 대한 12년 주기 검사 프로그램을 수행하고 있다.
2008년, 탐사 발굴 작업에서 프로멜 외곽 꿩나무 숲 가장자리에서 집단 무덤이 발견되었다. 다섯 개의 집단 무덤에서 영국군 및 호주군 시신 250구가 발굴되어 새로 건설된 프로멜(꿩나무) 군사 묘지에 안장되었다. 이는 50년 만에 처음으로 생긴 영연방 전쟁 묘지 위원회 묘지였으며, 마지막으로 그런 묘지들은 제2차 세계 대전 이후 건설되었다.

## 매장지 및 기념비
위원회는 현재 153개국에 있는 170만 명의 영연방 군 복무 사망자와 제2차 세계 대전 중 적의 행동으로 사망한 약 67,000명의 민간인에 대한 지속적인 추모를 책임지고 있다. 영연방 군 복무 사망자는 비석, 확인된 매장 장소 또는 기념비에 이름이 새겨져 추모된다. 결과적으로 위원회는 현재 전 세계 23,000개 이상의 개별 매장 장소에서 전쟁 사망자를 돌보고 200개 이상의 기념비를 유지 관리하고 있다. 대부분의 매장 장소는 영국에 위치한 기존 공동 또는 시립 묘지 및 교구 교회 묘지이지만, 위원회 자체는 전 세계적으로 약 2,500개의 전쟁 묘지를 건설했다. 위원회는 또한 알려지지 않은 묘지를 가진 사망자를 추모하기 위해 기념비를 건설하거나 위촉했으며, 이 중 가장 큰 것은 티에프발 기념비이다.

### 포함 자격
위원회는 지정된 전쟁 기간 동안 영연방 군 복무 중 사망했거나 복무로 인한 원인으로 사망한 사람만 추모한다. 복무 중 사망은 전투 중 사망뿐만 아니라 훈련 사고, 공습, 1918년 스페인 독감 대유행과 같은 질병으로 사망한 사람도 포함된다. 해당하는 기간은 제1차 세계 대전의 경우 1914년 8월 4일부터 1921년 8월 31일까지이며, 제2차 세계 대전의 경우 1939년 9월 3일부터 1947년 12월 31일까지이다. 제1차 세계 대전 기간의 종료일은 공식적인 전쟁 종료일이며, 제2차 세계 대전의 경우 위원회는 제1차 세계 대전의 공식적인 종료일이 1918년 휴전 후와 거의 같은 기간인 날짜를 선택했다.
제2차 세계 대전 중 적의 행동으로 사망한 민간인은 군 복무로 사망한 사람과 다르게 추모된다. 그들은 웨스트민스터 사원의 성 조지 예배당에 위치한 민간인 전쟁 사망자 명예의 전당을 통해 이름으로 추모된다. 위원회는 위임된 임무 외에도 해당 정부와의 협정에 따라 40,000개 이상의 비영연방 전쟁 묘지와 25,000개 이상의 비전쟁 군인 및 민간인 묘지를 유지 관리한다.

### 건축가 및 조각가

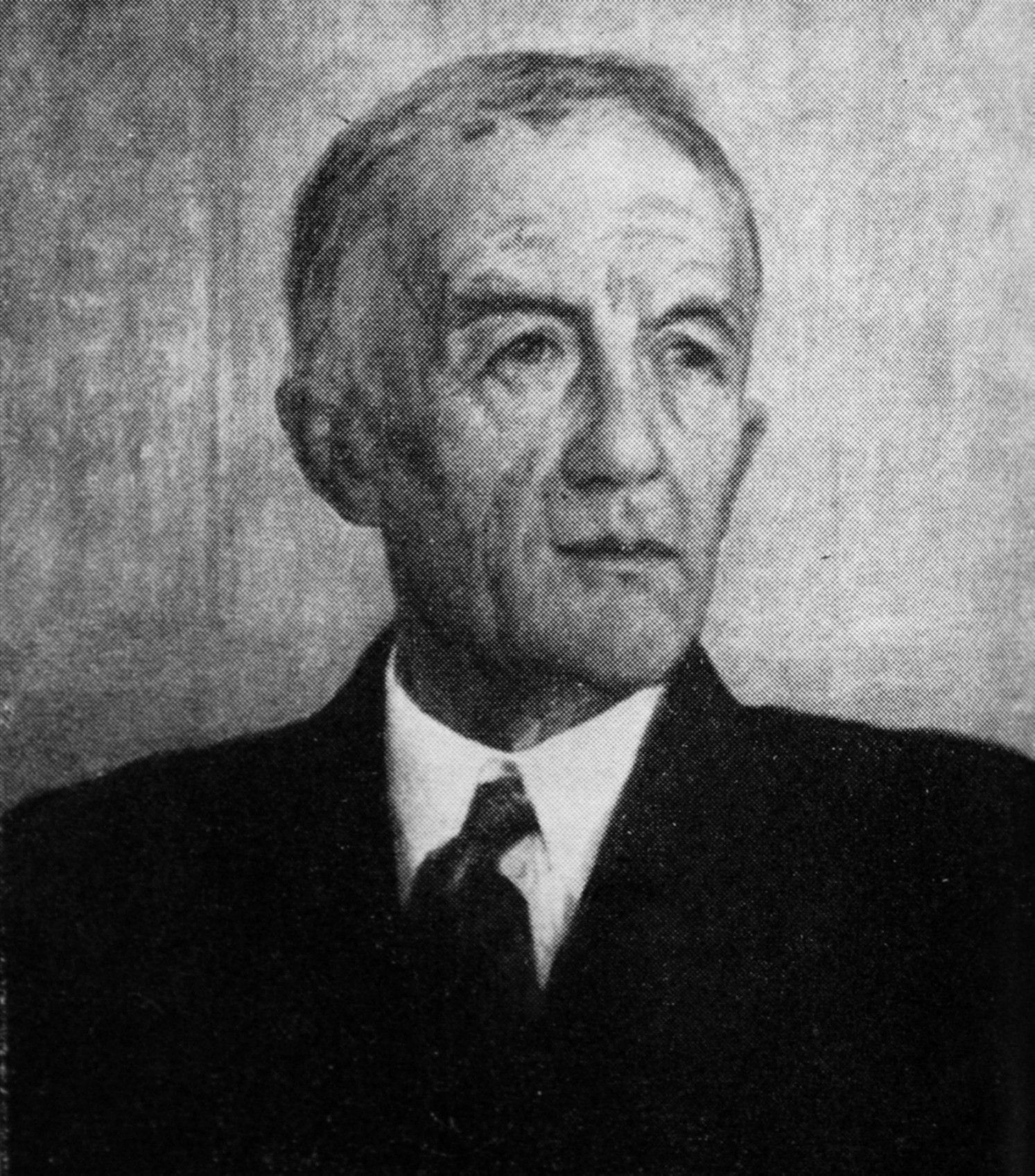
위원회 초대 수석 건축가 중 한 명인 허버트 베이커

프랑스와 벨기에의 주요 수석 건축가(베이커, 블롬필드, 럿옌스) 외에도 다른 지역에도 수석 건축가가 임명되었다. 로버트 로리머 경은 이탈리아, 마케도니아, 이집트의 수석 건축가였으며, 존 제임스 버넷 경은 토마스 스미스 테이트의 도움을 받아 팔레스타인과 갈리폴리의 수석 건축가였다. 메소포타미아의 수석 건축가는 에드워드 프리올로 워렌이었다.
이들 수석 건축가 외에도 실제로 많은 묘지 및 기념비 설계를 담당한 보조 건축가 팀이 있었다. 이 건축가들은 더 젊었고 그들 중 다수는 전쟁에 참전했다. 보조 건축가는 조지 에셀몬트 고든 레이스, 윌프레드 클레멘트 본 베르그, 찰스 헨리 홀든(1920년 수석 건축가로 임명됨), 윌리엄 해리슨 콜리쇼, 윌리엄 브라이스 비니, 조지 하틀리 골드스미스, 프랭크 히긴슨, 아서 제임스 스콧 허튼, 노엘 애크로이드 류, 존 레지널드 트루러브였다. 위원회에서 근무했거나 위원회 기념비 공모전에서 수상한 다른 건축가로는 조지 샐웨이 니콜, 해럴드 찰턴 브래드쇼, 버너 오언 리스, 고든 H. 홀트, 헨리 필립 카트 드 라퐁텐 등이 있었다.
1944년 1월, 에드워드 모프가 영국 수석 건축가로 임명되었다. 모프는 1969년까지 25년 동안 위원회를 위해 광범위하게 일했으며, 최고 건축가로 임명되고 케년의 예술 고문을 계승했다. 모프와 함께 제2차 세계 대전 중 및 이후에 임명된 다른 수석 건축가로는 휴버트 워딩턴, 루이스 드 수아송, 필립 헵워스, 콜린 세인트 클레어 오크스가 있었다.
제1차 세계 대전 이후 기념비와 묘지 작업에 참여한 주요 조각가로는 에릭 헨리 케닝턴, 찰스 토마스 휠러, 길버트 레드워드, 찰스 사젠트 재거가 있었다. 전간기와 제2차 세계 대전 이후의 다른 조각가로는 윌리엄 리드 딕, 어니스트 길릭, 바실 고토, 알프레드 터너, 로렌스 A. 터너, 월터 길버트, 헨리 풀, 버논 힐, 로버트 애닝 벨, 페르디난트 빅토르 블런드스톤, 조지프 아미티지, 길버트 베이스가 있었다.

### 묘지 설계

#### 일반적인 건축 설계 특징

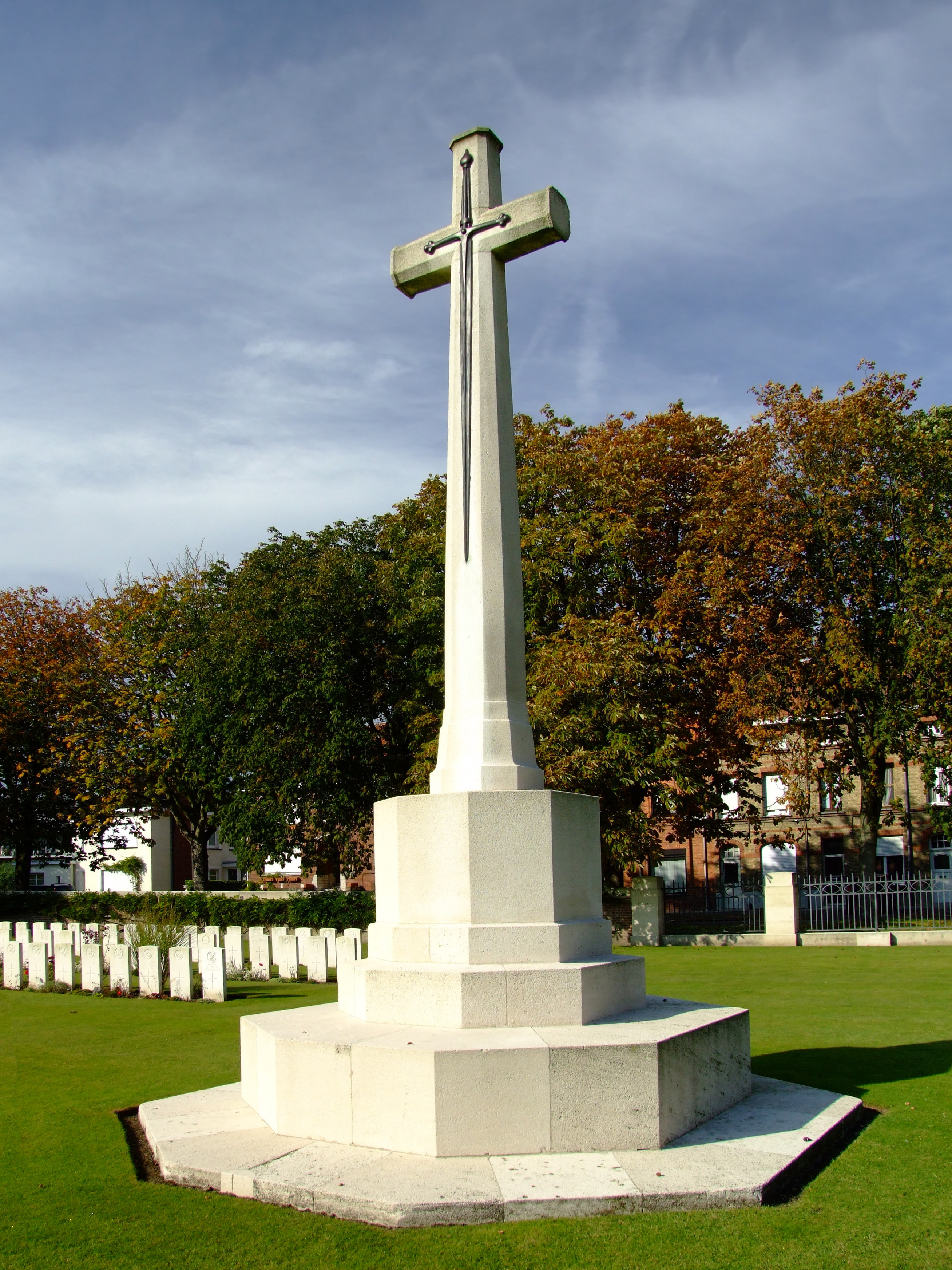
희생의 십자가.

구조적 설계는 위원회의 묘지에 항상 중요한 부분을 차지했다. 현지 지질 조건으로 인한 몇 가지 예외를 제외하고는 전 세계적으로 동일한 설계와 통일된 미학을 따른다. 이는 묘지를 쉽게 식별할 수 있게 하고 다른 단체나 국가가 관리하는 전쟁 묘지와 구별된다.
일반적인 묘지는 낮은 벽이나 울타리로 둘러싸여 있으며, 철문으로 된 입구가 있다. 프랑스와 벨기에의 묘지에는 입구 근처 또는 벽을 따라 놓인 토지 명판에 묘지 부지가 프랑스 또는 벨기에 정부에 의해 제공되었음을 명시한다. 가장 작은 묘지를 제외한 모든 묘지에는 매장 목록, 구획 및 줄 계획, 그리고 묘지의 기본 역사가 담긴 등록부가 있다. 등록부는 묘지 입구 근처 벽이나 묘지 내 보호소에 있는 십자가 표시가 있는 금속 장에 보관된다. 최근에는 더 큰 유적지에 해당 군사 작전의 세부 사항을 담은 스테인리스 스틸 표지판이 있다. 묘지 내의 비석은 통일된 크기와 디자인이며 동일한 크기의 구획을 표시한다.
묘지 부지는 건조한 기후를 제외하고는 비석 주변에 꽃 테두리가 있는 잔디로 덮여 있다. 또한 비석 줄 사이에 포장이 없어 방문객들이 평온함을 느낄 수 있는 전통적인 벽으로 둘러싸인 정원처럼 느껴지도록 의도되었다. 그러나 카터와 잭슨은 통일된 미학이 전쟁 사망의 성격을 의도적으로 가리고 미화하는 긍정적인 경험을 불러일으키도록 설계되었다고 주장한다.

#### 희생의 십자가와 기념비

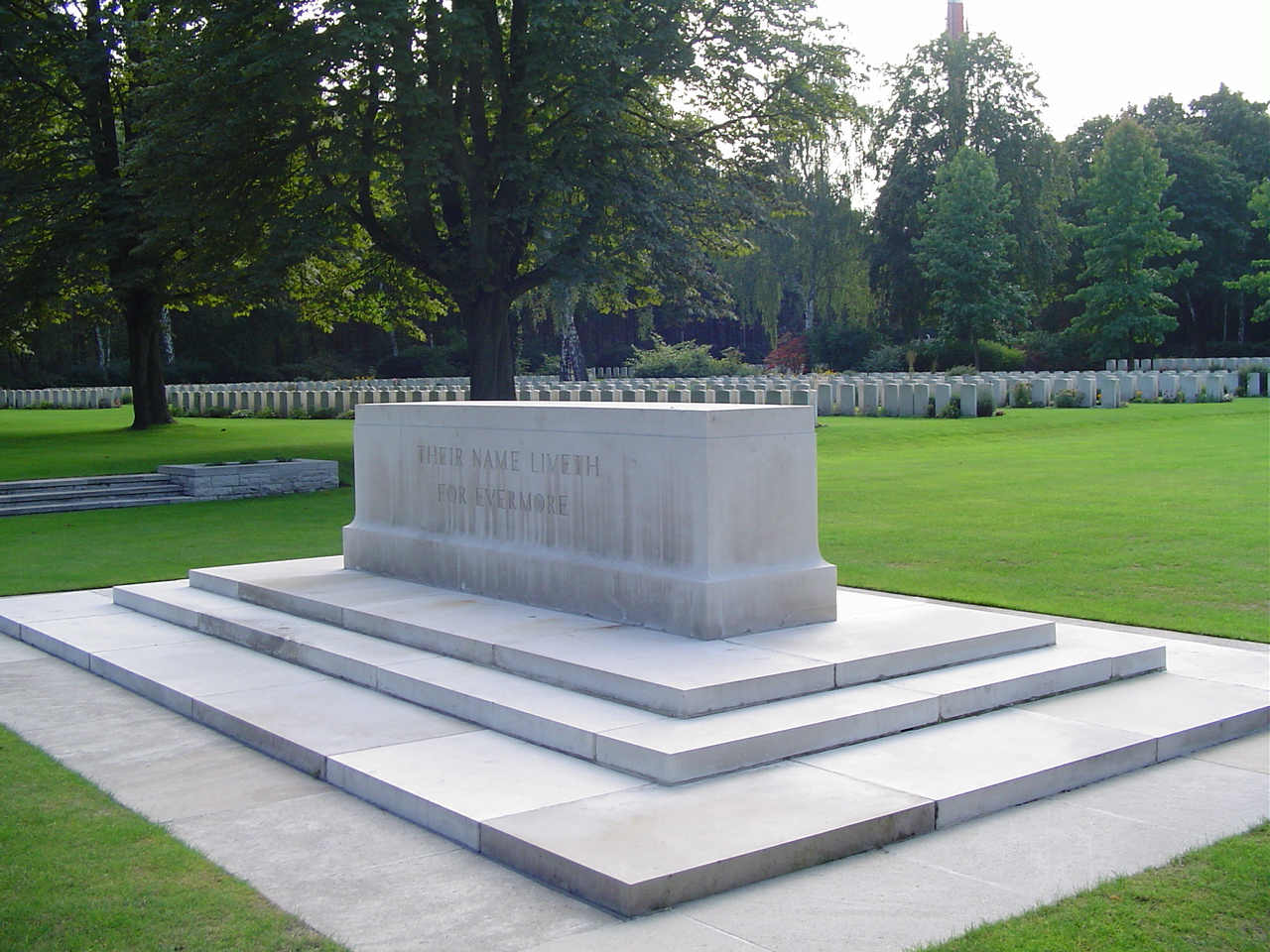
더 큰 묘지의 특징인 기념비

일반적으로 40개 이상의 묘지를 가진 묘지에는 건축가 레지널드 블롬필드가 설계한 희생의 십자가가 있다. 이 십자가는 잉글랜드 교회 묘지에서 발견되는 중세 십자가를 모방하도록 설계되었으며 켈트 십자가에서 더 흔히 볼 수 있는 비율을 가지고 있다. 이 십자가는 일반적으로 팔각형 기단에 장착된 자유로운 네 점 라틴 십자가이며 높이는 14 to 32 피트 (4.3 to 9.8 m)이다. 청동 긴 검이 십자가 표면에 칼날이 아래로 향하게 박혀 있다. 이 십자가는 사망자 대부분의 신앙을 나타내며 검은 묘지의 군사적 성격을 나타내며 영국 병사와 기독교적 자기 희생 개념을 연결하려는 의도이다.
1000개 이상의 매장지가 있는 묘지에는 일반적으로 에드윈 럿옌스가 설계한 "그들의 이름은 영원히 살아 있다"라는 문구가 새겨진 기념비가 있다. 기념비의 개념은 러디어드 키플링이 모든 신앙 및 무신앙자들을 각각 추모하기 위해 개발한 것이다. 희생의 십자가와 달리 기념비의 디자인은 "특정 종교와 관련된 형태"를 의도적으로 피했다. 구조의 기하학은 파르테논 연구를 기반으로 했다. 각 돌은 길이 12 피트 (3.5 m), 높이 5 피트 (1.5 m)이다. 돌의 형태는 석관와 제단 모두에 비유된다. 이 특징은 엔타시스의 원리를 사용하여 설계되었다. 디자인의 미묘한 곡선은 확장될 경우 직경 1,801 피트 8 인치 (549.15 m)의 구를 형성한다.

#### 묘비석
모든 묘지에는 비석이 있다. 각 비석에는 국가 문장 또는 연대 휘장, 계급, 이름, 부대, 사망 날짜 및 나이가 적절한 종교 상징과 친척이 선택한 더 개인적인 헌사 위에 새겨져 있다. 비석에는 매크도널드 길이 디자인한 표준 대문자 글꼴인 비석 표준 알파벳이 사용된다. 개별 묘지는 가능한 한 일직선으로 배열되고 통일된 비석으로 표시되며, 대부분은 포틀랜드 석재로 만들어진다. 원래 비석 치수는 높이 30 인치 (76 cm), 폭 15 in (38 cm), 두께 3 in (7.6 cm)이었다.
대부분의 비석에는 십자가가 새겨져 있으며, 무신론자 또는 비기독교인으로 알려진 사망자는 예외이다. 빅토리아 훈장 또는 조지 훈장 수훈자의 매장의 경우, 연대 휘장에 빅토리아 훈장 또는 조지 훈장 문장이 추가된다. 때때로 병사는 너무 어려서 복무할 수 없거나 법 집행 기관의 추적을 받고 있기 때문에 가명을 사용했는데, 그러한 경우에는 그의 본명이 "Served as'"라는 문구와 함께 표시된다. 제2차 세계 대전 중 영연방 군대에서 복무한 일부 미국 시민은 "Of U.S.A."라는 문구가 있다. 묘지 내 정확한 매장 위치가 알려지지 않은 사람들은 상위 문자로 "Buried elsewhere in this Cemetery", "Known to be buried in this cemetery" 또는 "Believed to be buried in this cemetery"가 포함된다. 많은 비석은 미확인 사망자를 위한 것이며, 따라서 시신에서 발견될 수 있는 것만 포함한다. 알려지지 않은 병사의 묘지에 나타나는 러디어드 키플링이 개발한 비문은 "A Soldier of the Great War known unto God"이다. 일부 비석에는 묘지 내 정확한 위치가 알려지지 않은 경우 "이 묘지에 매장된 것으로 추정"이라는 문구가 있다. 어떤 경우에는 병사들이 집단 묘지에 매장되었고 한 시신을 다른 시신과 구별하는 것이 불가능하여 하나의 비석이 하나 이상의 묘지를 덮는 경우가 있다. 비석은 사망의 날짜만 표시하며, 심지어 알려진 경우에만 표시하고 사망 원인에 대해서는 의도적으로 모호하다.
현지 조건으로 인해 위원회는 때때로 표준 설계에서 벗어나야 했다. 태국과 터키와 같이 극한 날씨나 지진이 발생하기 쉬운 지역에서는 일반 비석 대신 석조 기단 표석이 사용된다. 이러한 조치는 지진 중 석조물이 손상되거나 습한 지반에 가라앉는 것을 방지하기 위한 것이다. 이탈리아에서는 치암포 페를라 석회석으로 비석을 조각했는데, 이는 공급이 더 풍부했기 때문이다. 그리스의 스트루마 군사 묘지에서는 지진 피해 위험을 피하기 위해 작은 비석이 지면과 평행하게 놓여 있다. 크기가 작기 때문에 표석에는 종종 부대 휘장이 없다.

#### 원예
위원회 묘지는 꽃 재배를 묘지 설계의 필수적인 부분으로 다루는 점에서 독특하다. 원래 원예 개념은 전통적으로 황량한 묘지와 대조적으로 방문객이 평온함을 느낄 수 있는 환경을 만드는 것이었다. 큐 왕립 식물원의 부국장인 아서 윌리엄 힐의 권고는 위원회가 적절한 식물 배치와 함께 묘지 배치 및 건축 구조를 개발할 수 있도록 했다. 구조적 요소와 원예 요소를 결합하는 것은 위원회의 건축가들에게 낯선 일이 아니었다. 허버트 럿옌스 경은 원예가 거트루드 제킬과의 오랜 협력 관계를 발전시켰는데, 그녀의 전통적인 오두막 정원 식물과 장미에 대한 헌신은 묘지의 외관에 큰 영향을 미쳤다. 가능한 한 토종 식물이 사용되어 집 정원과의 정서적 연관성을 강화했다.
꽃 장식의 질감, 높이, 시점의 다양성도 중요한 원예적 고려 사항이었다. 각 비석 주변의 화단에는 플로리분다 장미와 다년생 초본을 혼합하여 심는다. 비석 바로 앞에 있는 부분에는 키가 작은 식물을 심어 비석의 글자가 가려지지 않도록 하고 비가 올 때 흙이 튀는 것을 방지한다. 받침대 묘석이 있는 묘지에서는 대신 왜성 품종의 식물을 사용한다.
비석 줄 사이에 어떤 종류의 포장도 없다는 것은 묘지 디자인의 단순함에 기여한다. 잔디 길은 정원 분위기를 더하고 비가 부족한 국가에서는 건조한 계절 동안 관개된다. 관개가 부적절하거나 비실용적인 경우 건조 조경은 위원회 원예사들이 선호하는 생태학적 대안이며, 이는 이라크의 경우에도 마찬가지다. 건조한 지역은 잔디뿐만 아니라 식물과 심는 방식에도 다른 접근 방식이 필요하다. 마찬가지로 열대 기후에서도 별도의 원예적 고려 사항이 있다. 서부 전선이나 갈리폴리 반도와 같이 제한된 지역에 많은 묘지가 집중되어 있는 경우, 정원사 이동 팀이 현지 기지에서 활동한다. 다른 곳에서는 더 큰 묘지에 전담 직원이 있으며 작은 묘지는 일반적으로 시간제로 일하는 한 명의 정원사가 관리한다.

## 조직

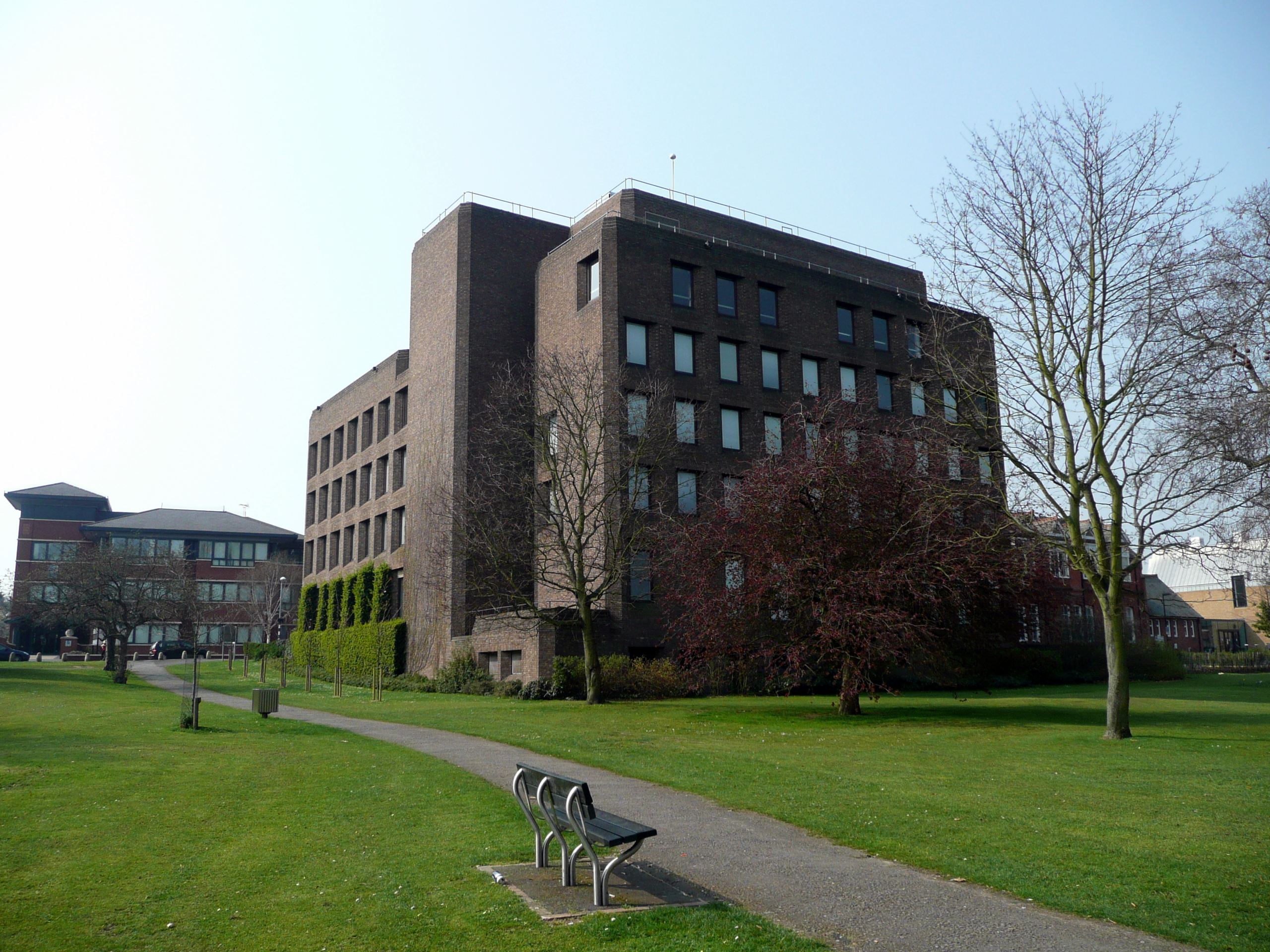
영국 버크셔주 메이든헤드에 있는 영연방 전쟁 묘지 위원회 본부

### 위원
CWGC의 업무는 위원회 위원회가 감독한다. 위원회 회장은 HRH 앤 공주이고, 의장은 영국 국방부 장관 존 힐리 의원이며, 부의장은 피터 허드슨 부제독이다. 클레어 호턴은 2020년 CWGC의 사무총장으로 임명되었다.
회원으로는 뉴질랜드 주영 고등 판무관 필 고프, 호주 주영 고등 판무관 스티븐 스미스, 남아프리카 공화국 주영 고등 판무관 예레미아 은야마네 마마볼로, 인도 주영 고등 판무관 비크람 도라이스와미, 캐나다 주영 고등 판무관 랠프 E. 굿데일, 케린 제임스, 티모시 히친스 경, 피터 허드슨 부제독, 필립 던 명예 위원, 다이애나 존슨 경, 바수키 샤스트리, 주디스 메이휴 조나스 경, 벤 바서스트 육군 중장, 스튜어트 아타 공군 원수 등이 있다.

### 기능 구조
CWGC는 영국 메이든헤드에 본부를 두고 있다. 각 특정 지역을 담당하는 사무소 또는 대행사는 조직의 전 세계 업무를 관리한다. 이들은 다음과 같다.
1. 영국 및 북부 지역 - UKNA: 영국, 아일랜드, 아이슬란드, 페로 제도, 스웨덴, 노르웨이, 덴마크, 지브롤터, 라트비아, 리투아니아, 에스토니아, 러시아(서부) / 우크라이나 담당
2. 중앙 및 남부 유럽 지역 - C&SEA: 벨기에, 독일, 네덜란드, 룩셈부르크, 폴란드, 오스트리아, 알바니아, 불가리아, 크로아티아, 키프로스, 체코, 헝가리, 이탈리아, 몰타, 북마케도니아 공화국, 루마니아, 산마리노, 세르비아, 그리스 담당
3. 프랑스 지역 - FA: 프랑스, 스위스, 모나코, 스페인, 포르투갈, 아조레스 제도, 마데이라 제도 담당
4. 캐나다, 아메리카 및 태평양 지역 - CAPA: 캐나다, 미국, 앤티가 바부다, 아르헨티나, 바하마, 바베이도스, 벨리즈, 버뮤다, 브라질, 칠레, 코스타리카, 쿠바, 도미니카 연방, 포클랜드 제도, 그레나다, 과테말라, 가이아나, 온두라스, 자메이카, 마르티니크, 네덜란드령 안틸레스 제도, 파나마, 페루, 푸에르토리코, 세인트키츠, 세인트루시아, 세인트빈센트, 트리니다드 토바고, 우루과이, 베네수엘라, 버진 제도, 영국령 중국(홍콩 포함), 피지, 일본, 필리핀, 러시아 블라디보스토크, 인도네시아, 말레이시아, 미얀마, 싱가포르, 태국 담당
5. 아프리카 및 아시아 지역 - AAA: 아르메니아, 방글라데시, 보츠와나, 영국령 인도양 지역, 카메룬, 카보베르데, 차드, 콩고, 콩고 (민주 공화국), 코트디부아르, 지부티, 적도 기니, 에리트레아, 스와질란드 (에스와티니), 에티오피아, 감비아, 조지아, 가나, 기니, 인도, 이란, 이라크, 케냐, 레소토, 라이베리아, 마다가스카르, 말라위, 몰디브, 말리, 모잠비크, 나미비아, 네팔, 나이지리아, 파키스탄, 세네갈, 세이셸, 시에라리온, 소말리아 (소말릴란드 포함), 남아프리카 공화국, 스리랑카, 세인트헬레나 및 어센션, 탄자니아, 토고, 우간다, 잠비아, 짐바브웨, 알제리, 이집트, 리비아, 모리타니, 모로코, 수단, 튀니지, 예멘, 아제르바이잔, 이스라엘 및 팔레스타인, 요르단, 레바논, 오만, 사우디아라비아, 시리아, 아랍에미리트, 튀르키예, 바레인 담당

### 재정
CWGC의 활동은 주로 6개 회원국 정부의 지원금으로 충당된다. 2020/21 회계연도에 이러한 지원금은 조직 수입 7,450만 파운드 중 6,610만 파운드를 차지했다. 이는 추모되는 전쟁 사망자 한 명당 약 C$85의 비용에 해당한다. 각국의 기여도는 CWGC가 해당 국가를 대신하여 관리하는 묘지 수에 비례한다. 각국이 책임지는 연간 총 기여금의 비율은 영국 79%, 캐나다 10%, 호주 6%, 뉴질랜드 2%, 남아프리카 공화국 2%, 인도 1%이다.

## 진행 중인 프로젝트 및 문제점

### 재매장 및 신원 확인

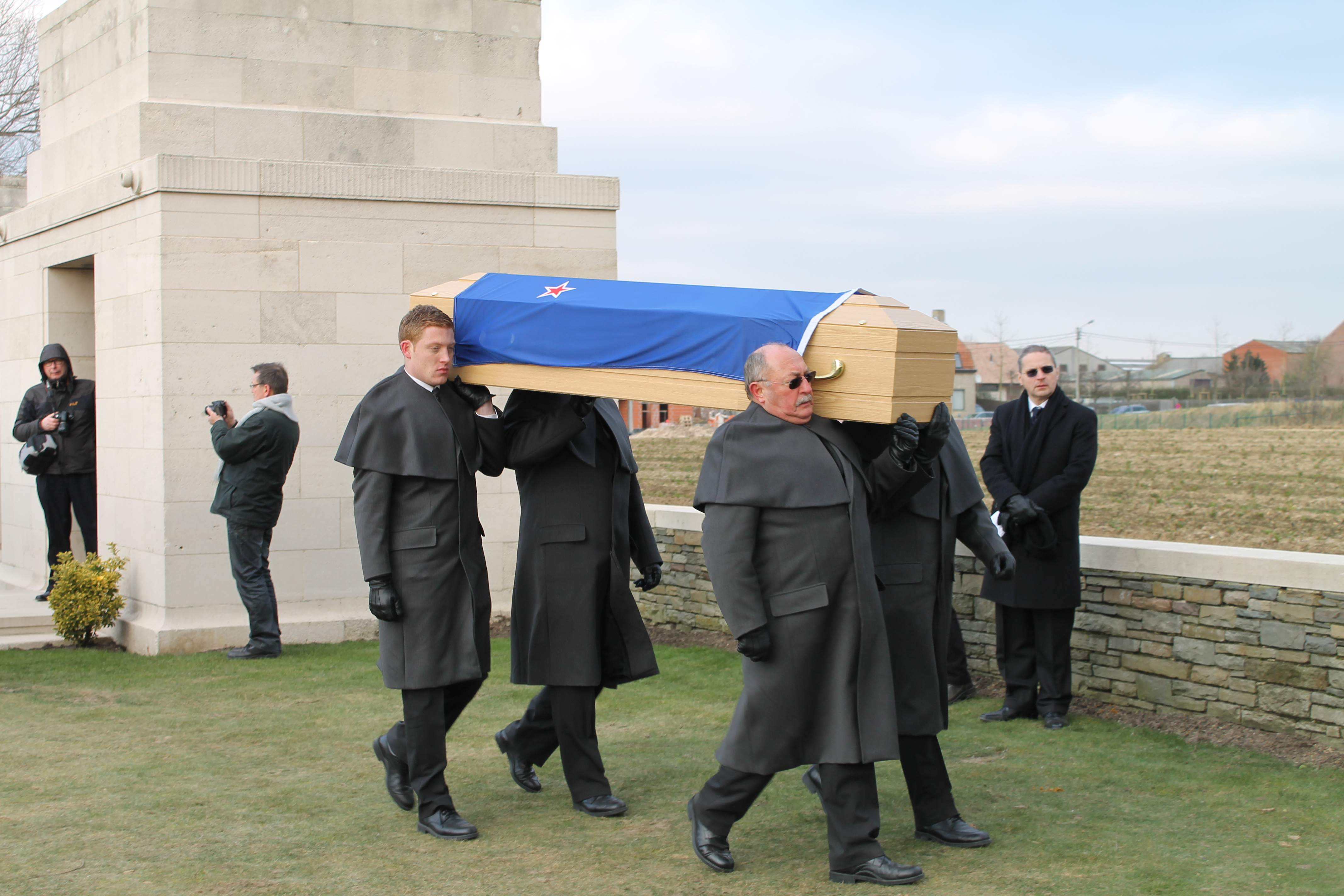
2012년 2월 뉴질랜드 병사 재매장

제1차 세계 대전 직후 영국 육군이 유해 발굴 책임을 계속 맡았다. 서부 전선은 구역으로 나뉘어 12명의 발굴 부대가 시신을 수색했다. 휴전과 1921년 9월 사이에 발굴 부대는 204,695구의 시신을 재매장했다. 1921년 이후에는 더 이상의 포괄적인 시신 수색은 이루어지지 않았고, 1921년 2월 묘지 책임은 위원회로 이관되었다. 그럼에도 불구하고, 수색의 엄격함에도 불구하고 시신은 계속해서 상당수 발견되었다. 일반 수색 종료 후 3년 동안 38,000구의 시신이 발견되었다. 1920년대 중반에는 매주 20~30구의 시신이 발견되었다.

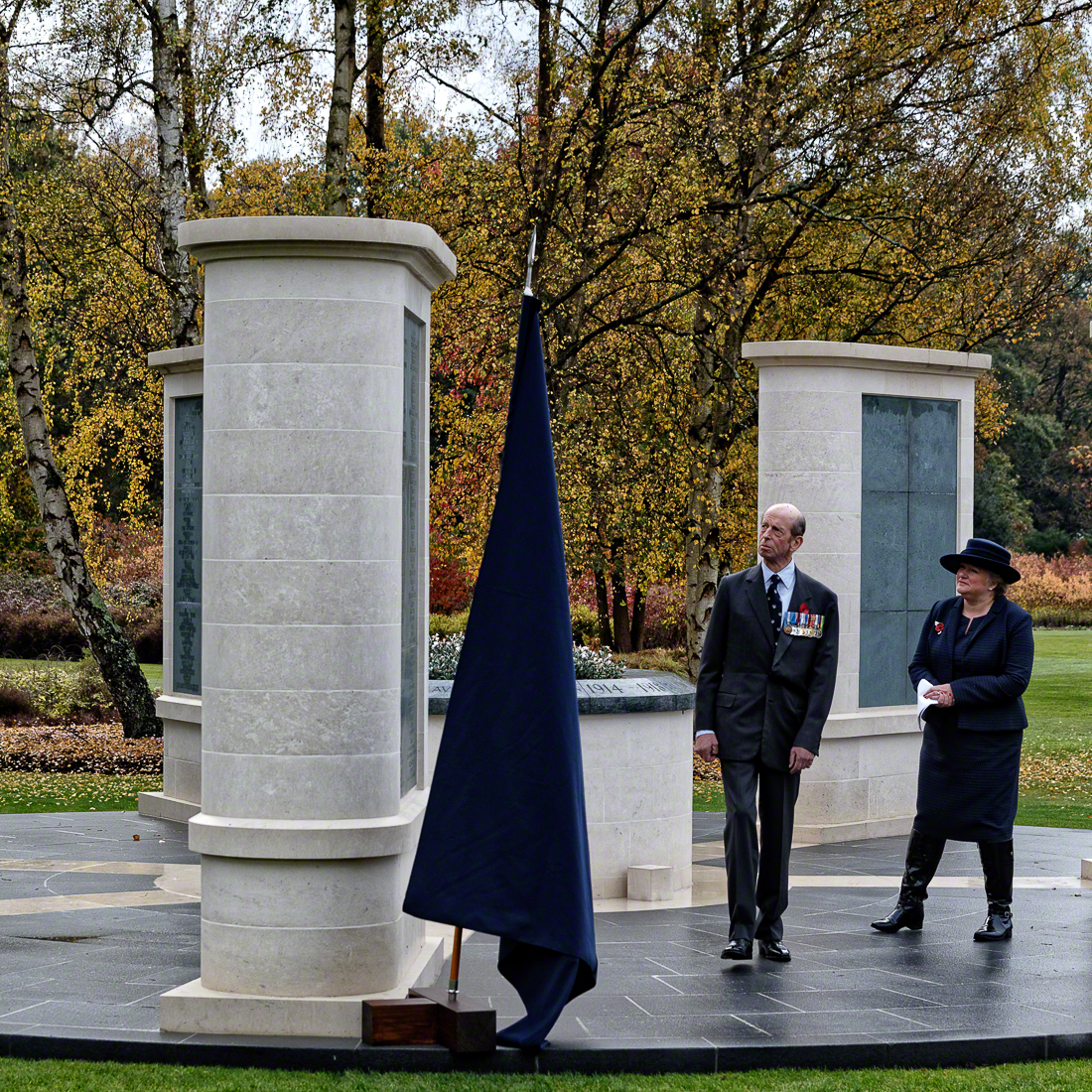
브루크우드 1914-1918 기념비 헌정식

제1차 및 제2차 세계 대전 사망자 유해의 발견은 여전히 흔한 일이며, 매년 약 30구의 시신이 발견된다. 예를 들어, 2006년에는 프랑스 알뤼의 한 뒷마당에서 제78대대 (위니펙 척탄병), 캐나다 원정군 소속 캐나다 병사 8구의 시신이 발견되었다. 2013년 4월, 2009년 프랑스 농부가 금속 탐지기로 땅을 개간하다 발견한 영국군 병사 4명의 유해가 프랑스 아라스 근처 H.A.C. 묘지에 재안장되었다. 2014년 3월, 프랑스 방댕-르-비엘에서 영연방 병사 20명과 독일 병사 30명의 유해가 발견되었으며, 영연방 병사들은 이후 루스 영국 묘지에 재안장되었다. 제1차 또는 제2차 세계 대전의 영연방 병사 유해가 발견되면 위원회에 통보되며, 위원회 매장 담당관은 개인을 식별하는 데 도움이 될 수 있는 관련 유물을 수집하려고 노력한다. 세부 사항은 위원회 본부에 등록 및 보관된다. 식별에 사용되는 증거에는 유해와 함께 발견된 유물, 인류학적 데이터 및 DNA가 포함될 수 있다.
대중이 기록 보관소를 조사한 결과 이전에 매장된 사망자의 신원이 주기적으로 확인된다. 위원회의 기록 보관소는 개인이 자체적으로 조사를 수행할 수 있도록 공개되어 있다. 2013년 12월, 이전에 아라스 항공 서비스 기념비에 추모되었던 필립 프레더릭 코맥 소위가 실제로 벨기에 동플란데런 마케렌에 있는 프랑스 군사 묘지에 매장된 것으로 밝혀졌다. 레너드 메이드먼트 하사는 2013년 마르포 영국 묘지를 방문한 사람이 1918년 7월 20일에 사망한 햄프셔 연대 소속 미확인 하사 비석을 발견하고 그날 프랑스에서 사망한 해당 연대 하사는 한 명뿐이었음을 증명할 수 있었던 후 신원이 확인되었다. 2022년 7월 현재 In From The Cold 프로젝트는 미확인 묘지 또는 웨스트민스터 사원에 보관된 명예 명단에서 이름이 누락된 7,255명의 개인을 확인했다. 브루크우드 1914-1918 기념비에 추모된 사망자 대부분은 In From The Cold 프로젝트에 의해 가족의 보살핌을 받던 중 사망했으며 당시 위원회에 의해 추모되지 않았던 군인 및 여성이다.

### 반달리즘
전쟁 사망자 묘지를 포함한 묘지는 반달리즘의 대상이다. 위원회의 묘비, 묘지, 건물도 예외는 아니다. 위원회는 그래피티와 석재 손상이 주로 청소년의 소행이며, 학교 방학 기간에 사건 수가 증가한다고 믿는다. 금속 도난도 문제인데, 노련한 도둑들이 희생의 십자가에 있는 청동 검을 노리고 있으며, 현재는 섬유 유리 복제품으로 대체되고 있다.
위원회 묘지에 대한 반달리즘은 동시대 분쟁에 대한 영연방 국가들의 참여와도 관련이 있다. 1970년대 북아일랜드 분쟁 동안 아일랜드의 위원회 묘지에서 반달리즘이 발생했다. 반달들은 2003년 3월 20일 이라크 전쟁 발발 직후 프랑스 북부 에타플 군사 묘지 중앙 기념비를 반영국 및 반미 그래피티로 훼손했다. 2004년 5월 9일, 가자 전쟁 묘지에 있는 3,691개의 묘지에 있는 200개 이상의 묘비가 아부그라이브 포로 학대 사건에 대한 보복으로 추정되는 행위로 파괴되었다. 2012년 2월 24일, 2011년 리비아 내전 동안 이슬람 민병대가 벵가지 전쟁 묘지의 200개 이상의 묘비와 중앙 기념비를 손상시켰다.

### 추모의 불평등
2021년 4월, CWGC 특별 위원회는 제1차 세계 대전 이후 "흑인 및 아시아 군인들을 제대로 추모하지 못한 실패"와 관련된 역사적 불평등에 대한 보고서를 발표했다. CWGC와 특별 위원회는 해당 문제와 앞으로 취할 조치에 대한 일련의 공식 성명을 CWGC 웹사이트에 발표했으며, 국방부 장관 벤 월러스는 하원에서 공식 사과했다.

## 참고 자료
- Braybon, Gail (2004). 《Evidence, History, and the Great War: Historians and the Impact of 1914–18》. New York: Berghahn Books. ISBN 978-1-5718-1801-0. OCLC 1100228087.
- Carter, Pippa; Jackson, Norman (2000). 〈An-aesthetics〉.   Linstead, Stephen; Höpfl, Heather. 《The Aesthetics of Organization》. London: SAGE Publications Ltd. 180–197쪽. ISBN 978-0-7619-5323-4.
- 《CWGC Annual Report 2012–2013》. Commonwealth War Graves Commission. 2013년 12월 30일에 원본 문서에서 보존된 문서. 2013년 12월 28일에 확인함.
- 《CWGC Annual Report 2021–2022》 (PDF). Commonwealth War Graves Commission. 2021년 11월 20일에 확인함.
- Dickon, Chris (2011). 《The Foreign Burial of American War Dead: A History》. Jefferson, NC: McFarland. ISBN 978-0-7864-4612-4. OCLC 659753667.
- Dickon, Chris (2014). 《Americans at War in Foreign Forces: A History, 1914-1945》. Jefferson, NC: McFarland. ISBN 978-0-7864-7190-4. OCLC 894719554.
- Edwards, Barry (November 2008). “The Commonwealth War Graves Commission”. 《Context》 (The Institute of Historical Building Conversation) (107). 2016년 3월 4일에 원본 문서에서 보존된 문서. 2013년 8월 15일에 확인함.
- van Emden, Richard (2011). 《The Quick and the Dead: Fallen Soldiers and Their Families in the Great War》. Bloomsbury Publishing. ISBN 978-0-7475-9779-7. OCLC 795355797.
- Gibson, T. A. Edwin; Ward, G. Kingsley (1989). 《Courage Remembered: The Story Behind the Construction and Maintenance of the Commonwealth's Military Cemeteries and Memorials of the Wars of 1914–18 and 1939–45》. London: Stationery Office Books. ISBN 0-11-772608-7. OCLC 476384770.
- Geurst, Jeroen (2010). 《Cemeteries of the Great War By Sir Edwin Lutyens》. 010 Publishers. ISBN 978-90-6450-715-1. OCLC 901292506.
- Longworth, Philip (2003) [1st. pub. CWGC: 1967]. 《The Unending Vigil: The History of the Commonwealth War Graves Commission》 1985 revis판. Pen and Sword. ISBN 1-84415-004-6. OCLC 1016649518.
- Peaslee, Amos Jenkins (1974). 《International Governmental Organizations》 2 3판. London: Martinus Nijhoff. ISBN 90-247-1601-2.
- Scutts, Joanna (2009). “Battlefield Cemeteries, Pilgrimage, and Literature after the First World War: The Burial of the Dead”. 《English Literature in Transition》 52 (4): 387–416. doi:10.2487/elt.52.4(2009)0045. ISSN 0013-8339. S2CID 162051177. BL Shelfmark 3775.070000.
- Signoli, Michel; de Verines, Guillaume (2011). 〈Burials related to recent military conflicts. Case studies from France〉.   Marquez-Grant, Nicholas; Fibiger, Linda. 《The Routledge Handbook of Archaeological Human Remains and Legislation: An International Guide to Laws and Practice in the Excavation and Treatment of Archaeological Human Remains》. Oxon: Routhedge. 711–717쪽. ISBN 978-1-136-87956-2. OCLC 755922051.
- Stamp, Gavin; Harris, John (1977). 《Silent Cities: Catalogue of an Exhibition of the Memorial and Cemetery Architecture of the Great War》. London: Royal Institute of British Architects. OCLC 16438447.
- Stamp, Gavin (2007). 《Memorial to the Missing of the Somme》. Profile Books. ISBN 978-1-86197-811-0. OCLC 1055383547.
- Summers, Julie (2007). 《Remembered: The History of the Commonwealth War Graves Commission》. London: Merrell. ISBN 978-1-85894-374-9. OCLC 1152049462.
- Thomas, Ian A (2005). 〈Hopton Wood Stone – England's premier decorative stone〉. 《England's Heritage in Stone Proceedings of a Conference Tempest Anderson Hall, York 15–17 March 2005》 (PDF). Heritage in Stone. 90–105쪽. OCLC 770340529. 2014년 5월 14일에 원본 문서 (PDF)에서 보존된 문서.
- Ware, Fabian (1937). 《The Immortal Heritage: An Account of the Work and Policy of the Imperial War Graves Commission During Twenty Years》. Cambridge University Press. OCLC 629958536.
- Winter, Jay (1998). 《Sites of Memory, Sites of Mourning: The Great War in European Cultural History》. Cambridge: Cambridge University Press. ISBN 978-0-521-63988-0. OCLC 1159801157. 2016년 4월 25일에 원본 문서에서 보존된 문서. 2015년 10월 29일에 확인함.
- Wittman, Laura (2011). 《The Tomb of the Unknown Soldier, Modern Mourning, and the Reinvention of the Mystical Body》. Toronto, Canada: University of Toronto Press. ISBN 978-1-4426-4339-0. OCLC 777930306. 2016년 4월 25일에 원본 문서에서 보존된 문서. 2015년 10월 29일에 확인함.